# Connie Marrero

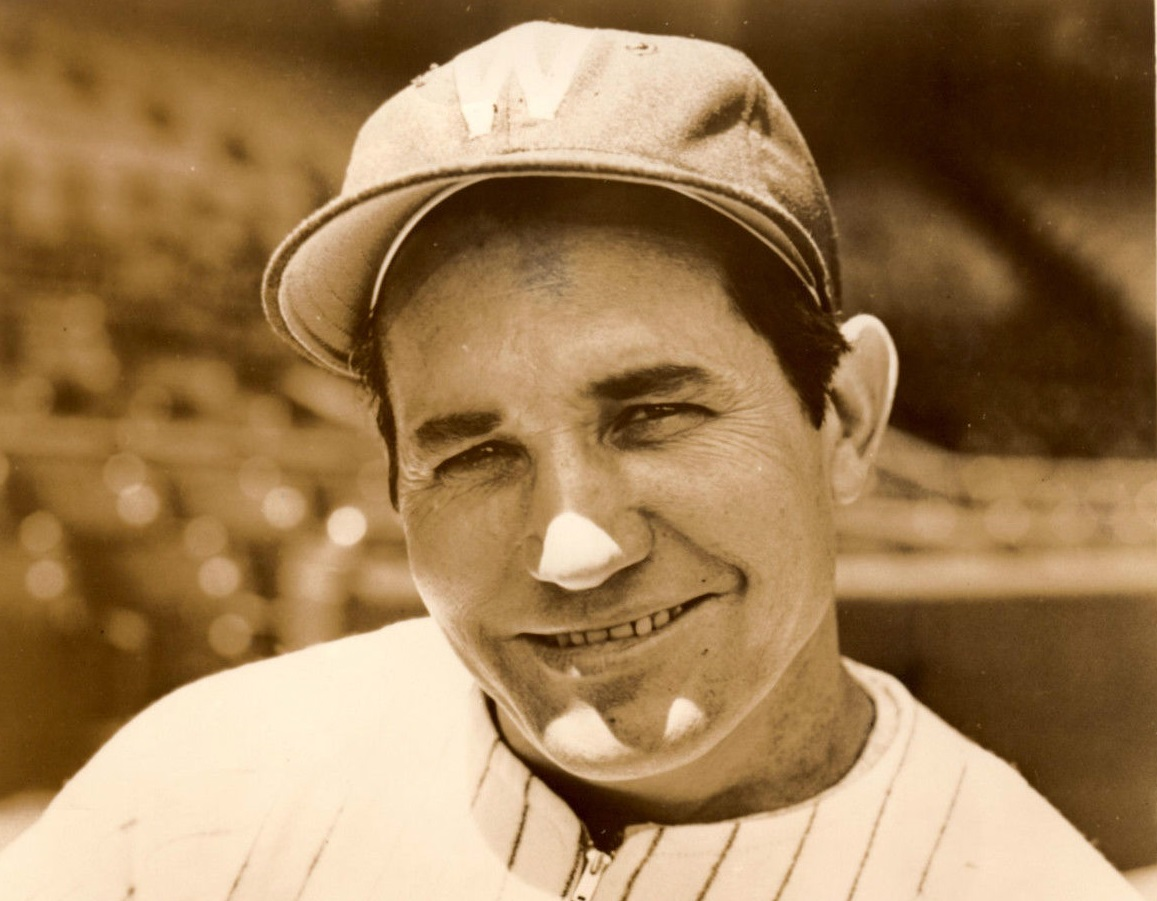
Connie Marrero en los años 1950.

Conrado Eugenio Marrero Ramos (25 de abril de 1911-23 de abril de 2014), apodado "Connie", fue un lanzador de béisbol profesional cubano. El diestro Marrero lanzó en las Grandes Ligas desde 1950 hasta 1954 para los Senadores de Washington. Marrero hizo su debut en Grandes Ligas cuando tenía 38 años, y fue uno de los jugadores de mayor edad de la liga durante toda la duración de su tiempo en las Grandes Ligas. Fue una estrella popular en su Cuba natal, donde tuvo una larga y exitosa carrera en el béisbol aficionado, lanzando por Cuba en varios concursos Amateur de Serie Mundial, y jugó varias temporadas excelentes con la Liga Cubana profesional y las ligas menores con Cubans Sugar Kings. Sus apodos en Cuba eran "El Guajiro de Laberinto", lo que refleja sus orígenes rurales, "El Premier", y "El Curvo".
A los 102 años, Marrero fue el exjugador vivo de Grandes Ligas más viejo en el momento de su muerte.

## Como amateur
Conrado Marrero nació en una granja llamado El Laberinto en el distrito de Sagua la Grande, Cuba, él era descendiente de Islas Canarias. Él jugó para varios equipos en su ciudad, siendo entonces que 1938 a la edad 26 o 27 fue invitado a tirar para el equipo de la Liga Amateur cubana Cienfuegos. La liga se jugaba los domingos en los meses de marzo a septiembre. El equipo era patrocinado por un dueño de almacén que le daba empleó durante la semana. Conrado Marrero era uno de los jugadores más populares y exitosos en la historia de la Liga Amateur cubana, ganando 123 juegos desde 1938 a 1945.
En 1939 Cuba organizó en el Estadio Tropical de La Habana la segunda Serie Mundial Amateur. Marrero participó con el equipo nacional cubano siendo la primera incursión de Cuba en estas competencias. Solo tres equipos compitieron, donde Cuba ganó fácilmente, Marrero contribuye con una victoria en el único juego que lanzó. En la tercera Serie Mundial Amateur de 1940, Marrero llevó al equipo cubano a la victoria, mientras terminó con 3–2 y un 1.15 promedio de la carrera Limpias (ERA), y fue nombrado el más valioso de la serie. En la cuarta Serie Mundial de Amateur de 1941, Marrero ganó tres juegos, pero la serie acabó en un lazo entre Cuba y Venezuela. Venezuela estaba confiando en el tirador Daniel Canónico que tenía 4–0 con un ERA de 1.69 en 32 inning. Cuba desafió a Venezuela a un partido de desempate que fue fijado, para permitir que Canónico descansara. El 23 de octubre de 1941 Marrero enfrentó Canónico en el campeonato. Venezuela, ayudada por un error del tercer base cubano, anotó 3 carreras en el final del primer inning; Marrero se retiró después de 2 innings, y Canónico sostuvo el asedio de los cubanos hasta el noveno inning. Venezuela esperó para ganar el encuentro 3–1, ganando la Serie Mundial Amateur por primera vez. [7]
En 1942 Marrero estaba en óptima forma, mientras tenía 22–5 con un 1.22 ERA. Para la quinta Serie Mundial Aficionado, el equipo nacional cubano fue seleccionado por una votación de los fanáticos y Marrero era el más votado de la gente. La serie ofreció un juego entre Marrero y Canónico de Venezuela. En este tiempo los cubanos ganaron 8–0, y el equipo cubano recobró el Campeonato.
En 1945 Marrero de nuevo tiró para Cienfuegos en la Liga Amateur.

## Liga de Invierno Cubana Profesional
De 1946/47, Marrero firmó con el equipo de Oriente de la liga de la Federación Nacional. [9] Marrero buena campaña, mientras lideraba la liga en victorias con un registro de 8–5. Después del estreno en la Liga Federación, cambió al equipo de Almendares de la Liga cubana regular durante el último mes de la temporada.
En la primavera de 1947, Marrero, forma parte de un equipo de primeras figuras cubanas, tenía la oportunidad de lanzar contra equipos de Grandes Ligas que estaban jugando en La Habana durante el entrenamiento primaveral. Enfrentó a los Yanquis de Nueva York en un juego de 7 inning, mientras permitió una carrera y cuatro hit. Una semana después (tirando para la ligas menores con los Havana Cubans), ganó 1–0 perdido, contra los Dodgers Brooklyn, permitió cuatro Hits y ponchando ocho. En la Liga cubana, 1947/48, Marrero volvió a los Almendares de la Liga cubana y tiró su mejor temporada quizás, mientras ganó 12–2, poniendo Récord en la Liga cubana de ERA (1.12) y ganando el premio del jugador más valioso.
En 1948/49 Marrero ganó 6–4, con Almendares fácilmente ganó otro banderín. Como los campeones de la liga, Almendares representó a Cuba en la primera Serie del Caribe, jugada en La Habana en 1949. Cuba barrió en la serie con Marrero que contribuye con una carrera, cuatro hit, la victoria fue el único juego que tiró. En 1949/50 Marrero obtuvo 7–3 y lideró la Liga cubana con un ERA de 2.66, con Almendares de nuevo ganó el banderín. A la segunda Serie caribeña, Marrero tuvo un 0–2. El próximo invierno Marrero obtuvo 11–7 con un 2.37 ERA, mientras lideraba la Liga cubana en victorias e inning tirados. Almendares, sin embargo, estaba fuera de la discusión por el banderín por un partido de Play off con La Habana. En 1951/52 Marrero tuvo 6–9, y en el próximo invierno obtuvo 8–8.[13]
En 1953/54, Marrero ganó 7–5 lo cual ayudó a Almendares a recobrar el banderín. En la sexta Serie del Caribe Conrado Marrero tiró un buen juego en su única apariencia, pero Puerto Rico ganó la serie. En 1954/55 Marrero tuvo 2–3 y empezó a ser usado principalmente como relevo. Almendares ganó el banderín y fue a la Serie del Caribe, pero Marrero no lanzó. En 1955/56 Marrero dirigió a Almendares, pero el equipo cayó al último lugar. Él tiró en cuatro juegos y obtuvo 1–0. Después fue liberado por Almendares, Conrado Marrero firmó con los Tigres de Marianao para la 1956–1957 temporada donde tiró 19 inning en siete juegos con un 1.37 ERA. Marianao ganó el banderín y Marrero lanzó en su última Serie del Caribe, lanzó 3 1/3 inning contra Panamá en un juego que ganó su compañero de equipo, Jim Bunning. Cuba gana su cuarta victoria en nueve series. La próxima temporada fue la última de Marrero, cuando él tiró solo cuatro inning en tres apariencias.
La carrera de Marrero en la Liga Cubana registró 69–43. Con un .600 porcentaje siendo el sexto más alto en la historia de la liga entre los participantes que por lo menos presentan 40 victorias. (De los cinco pitchers con más alto el porcentaje de ganados, tres están en el U.S. Baseball Hall of Fame—José Méndez, Ray Brown y Martín Dihigo; los otro dos son Carlos Royer y Camilo Pascual.) A pesar de haber comenzado a lanzar en la Liga cubana a los 35 años, sus 69 victorias lo colocan 10.º en la Liga cubana de todos los tiempos.

## Ligas Menores
Jugó en la liga menor desde 1947 hasta 1949, Marrero tiró para los Havana Cubans en la Florida International League. El equipo era afiliado de la liga menor de los Senadores de Washington. En 1947 Marrero obtuvo 25–6 y lideró el departamento envictorias (25), juegos completos (28), Poches (251), completos con (7) y ERA (1.66). El 12 de julio de 1947, Marrero tiró un no hit contra los Tampa Smokers, permitiendo solo un corredor por hit by pitch. Los Cubans terminaron en primer lugar con un 105–45 registro. Los Cubans también ganaron los partidos de Play off contra Miami Sun Sox y los Tampa Smokers, con Marrero que lanza dos juegos.
En 1948 Marrero obtuvo 20–11 con un 1.67 ERA. Los Cubans terminaron de nuevo en primer lugar con un registro de 97–57, obteniendo su tercer título consecutivo. En los partidos de los play off le ganaron a los Lakeland Pilots y los Tampa Smokers. En 1949 Marrero le fue otorgado el premio MVP después de tener 25–8 con 11 salvados y un 1.53 ERA. Él puso un registro de la liga tirando 44 inning consecutivos sin carreras. La Habana terminó de nuevo en primer lugar con un 95–57 registro (el cuarto de sus cinco títulos consecutivo) y ganó a los Miami Beachen el primer enfrentamiento de los partidos de Play off. En la segunda ronda, sin embargo, los Cubans fueron barridos por Tampa, con Marrero que pierde contra Oscar del Calvo de los Tampa.
Después de cinco años en las Ligas Mayores con los Senadores de Washington, Marrero volvió a La Habana para jugar con el equipo de la liga menor en los años 1955 a 1957. En 1954 el equipo había sido movido a la Liga Internacional y se renombrado los Havana Sugar Kings. Marrero no viajó con el equipo, mientras solo tiro en los juegos de casa. En 1955 logró 7–3, tiró cinco completos (uno de ellos un no- hit), y con un 2.69 ERA. En 1956, Pitcheo con 45-año-siendo el pitcher más viejo tirar 45 inning y tener 3–1. Su única derrota fue a la cuenta de un Pitcher más viejo, Satchel PaigeMiami. En 1957 Marrero tiró solo cinco inning en tres juegos.

## En las Grandes Ligas
Desde 1950 a 1954, Conrado Marrero lanzó en la Liga americana con los Washington Senators. Durante ese periodo, la nómina de Washington incluyó también a varios otros jugadores cubanos, como los Pitcher Sandy Consuegra y Camilo Pascual y cátcher Mike Guerra. Los Senadores fueron segundos en la división, mientras nunca terminaron superior al quinto lugar en la liga de ocho equipos mientras Marrero lanzó para ellos. Su primera aparición en las Grande Ligas vino el 21 de abril de 1950. En 1950 lanzó 152 inning en 27 juegos (19 de ellos como abridor), términó con 6–10 registrando un 4.50 ERA.
En 1951 Marrero lideró su equipo en victorias e inning lanzados, mientras ganó 11–9 en 187 inning con un 3.90 ERA. El 26 de abril de 1951, tiró casi un no hit-no run contra los Athletics de Filadelfia, mientras el juego terminó 2–1. La única carrera que permitió Marrero fue por home run de Barney McCosky.
En 1952 obtuvo 11–8 con un 2.88 ERA (siendo noveno en la liga), Washington mejoró su registro en 78–76. Al año siguiente alcanzó un 8–7 con un 3.03 ERA. En 1954 se convirtió en el jugador más longevo de las Grandes Ligas, alcanzando una marca de 3–6 con un 4.75 ERA. El 24 de enero de 1955, Conrado Marrero de 43 años fue liberado por los Senadores.
Marrero terminó su carrera en las Grandes Ligas con un registro de 39–40 y un 3.67 ERA. Tiró 51 juegos completos, mientras incluyendo siete salvados, en sus 94 salidas. Fue seleccionado al All-Star team de 1951, aunque él no jugó; con 40 años, se convirtió en el primero de todos los tiempo en ser el más viejo de equipos All-Star.

## Carrera Post-jugador
Después de retirarse como jugador, Marrero se volvió preparador para los Havana Sugar Kings. Cuando triunfa la Revolución cubana, Marrero era uno de los jugadores más importantes que permanecieron en Cuba para luego incorporarse como entrenador y formar talentos en las Series Nacionales, sobre todo en el Oriente del país. Marrero es una figura respetada en Cuba; su retrato se muestra en un mural en el Estadio Latinoamericano, Conrado realizó el primer lanzamiento el 1984 al comienzo del Campeonato Mundial béisbol. También tiró la primera pelota en el partido de béisbol de exhibición de un equipo cubano contra los Orioles de Baltimore en el 1999. Fue Reconocido por todos sus méritos como deportista y entrenador, a propuesta del Consejo de Estado de la República de Cuba, se le entregó la Orden Lázaro Peña de Primer Grado y la distinción de Héroe del Trabajo de la República de Cuba. Fue seleccionado por el pueblo entre los Cien Mejores Atletas del siglo XX. En 1977 fue elegido al Salón de la Fama del Béisbol Cubano, El 25 de abril de 2011 recibió un reconocimiento especial por arribar a su centenario, siendo uno de los pocos beisbolistas en el mundo con la dicha de vivir una centuria. Está considerado entre los lanzadores más importantes en la historia de la pelota cubana. Marrero murió el 23 de abril de 2014, solo 2 días faltaban para su 103 cumpleaños.